# Museum Fluxus Plus
Das Museum Fluxus Plus (Eigenschreibweise museum FLUXUS+) ist ein Museum für zeitgenössische und moderne Kunst in Potsdam. Der Schwerpunkt ist mit dem Besitz einer umfangreichen Privatsammlung von Werken Wolf Vostells sowie Arbeiten zeitgenössischer Künstler, wie Mary Bauermeister, Costantino Ciervo, Lutz Friedel, Hella de Santarossa und Sebastian Heiner, auf die Fluxus-Bewegung ausgerichtet. Das Museum wurde im April 2008 eröffnet und befindet sich in der Schiffbauergasse in den denkmalgeschützten ehemaligen Husaren-Pferdeställen am Tiefen See.

## Hintergrund
Der Berliner Unternehmer und Kunstsammler Heinrich Liman lernte 1982 den Maler, Bildhauer, Fluxus- und Happening-Künstler, Grafiker, Komponisten und Videokünstler Wolf Vostell kennen. Über die Freundschaft zu Vostell machte Liman die Bekanntschaft weiterer Fluxus-Künstler der Gründergeneration der 1960er Jahre, wie Benjamin Patterson, Emmett Williams, Nam June Paik und Ben Vautier. In den Räumlichkeiten der Unternehmen des Sammlers wurden Vernissagen und Fluxus-Konzerte veranstaltet. Ab 1989, nach dem Mauerfall, verstärkten sich diese Aktivitäten. So wurden beispielsweise zur Belebung von leer stehenden Altstadtquartieren im ehemaligen Ost-Berlin Kunstsalons organisiert. Weitere in Berlin ansässige Künstlerinnen und Künstler kamen in den Bekanntschaftskreis. Hierzu zählen Costantino Ciervo, Lutz Friedel, Hella De Santarossa, Sebastian Heiner und Ann Noël.
Vor diesem Hintergrund und mit dem Ziel einen Beitrag zur gesellschafts- und kulturpolitischen Bildung beizutragen, eröffnete Liman am 21. April 2008 das Museum Fluxus Plus. Rund die Hälfte der ca. 700 Sammlungs-Exponate wird in der Dauerausstellung präsentiert. Sie wird durch temporäre Sonderthemen variiert.
Das „Plus“ in Museum Fluxus Plus steht für die Einbindung von Künstlern aus dem nahen Umfeld von Fluxus. Um den Blick auf heutige Interpretationen der Maxime von Wolf Vostell „Leben ist Kunst, Kunst ist Leben“ zu ermöglichen, stellen zeitgenössische Künstler ihre Werke aus.
Um das Museum auf Dauer zu erhalten und auch inhaltlich weiterzuentwickeln, wurde 2017 die gemeinnützige, nicht rechtsfähige Museumsstiftung Liman gegründet. Betreiberin des Museums ist die museum FLUXUS+ gGmbH am Standort Schiffbauergasse in Potsdam.

## Ausstellung
Auf zwei Etagen werden Werke aus der Privatsammlung gezeigt. Dazu gehören Bilder, Skulpturen, Installationen, Zeichnungen, Videos, Filme, Aktionsrelikte, Multiples und auch Dokumente, Korrespondenzen, Fotos, Bücher, Kataloge, und Zeitschriften. Im Erdgeschoss wird eine ständige Ausstellung zur internationalen und intermedialen Fluxus-Bewegung präsentiert, zu welcher neben dem als Initiator geltenden George Maciunas auch Wolf Vostell, Mary Bauermeister, Emmett Williams, Benjamin Patterson, Nam June Paik und viele andere Künstler in den 1960er Jahren zählten. Werke von weiteren Zeitgenossen und Freunden wie Arman, Lebel, Christo, Niki de Saint-Phalle, Raymond Hains, Manfred Leve, Ann Noël und andere vervollständigen das Bild der Avantgarde in der zweiten Hälfte des 20. Jahrhunderts. Im Obergeschoss befindet sich die umfangreiche Sammlung der Werke Wolf Vostells sowie der zeitgenössischen Künstler Costantino Ciervo, Lutz Friedel, Hella de Santarossa und Sebastian Heiner.

### Fluxus
Fluxus ist eine internationale Kunstbewegung, die sich seit 1960 in New York, Tokio sowie in verschiedenen europäischen Städten formierte. Im Fluxus kommt es dabei nicht nur auf das Kunstwerk an, sondern auch auf die schöpferische Idee.
Im Museum Fluxus Plus sind Arbeiten von vielen namhaften Fluxus-Künstlern und deren Umfeld ausgestellt: Eric Andersen, Ay-O, Joseph Beuys, Henning Christiansen, Robert Filliou, Dick Higgins, Joe Jones, Milan Knížák, Alison Knowles, Larry Miller, Ann Noël, Yoko Ono, Nam June Paik, Benjamin Patterson, Ben Vautier, Emmett Williams und insbesondere Wolf Vostell. Die Ausstellung beginnt mit einem Querschnitt durch das Œuvre der Künstlerin Mary Bauermeister, deren Aktivitäten erheblich zur Entwicklung von Fluxus in Deutschland beitrugen.

### Wolf Vostell
Kunstwerke Wolf Vostells bilden einen Schwerpunkt der Dauerausstellung im Museum Fluxus Plus. Gezeigt werden Arbeiten aus 45 Jahren (1953–1998) seines Schaffens. Sie sind im Obergeschoss in thematischen Sektionen zusammengefasst und geben einen umfassenden Überblick über Vostells Schaffensphasen, Themen und Techniken.
Dabei wird ein Querschnitt des Lebenswerkes von Wolf Vostell gezeigt; Arbeiten, die sein komplettes Spektrum unter seiner Maxime „Leben ist Kunst, Kunst ist Leben“ widerspiegeln und Vostell nicht nur als Fluxus- und Happening-Künstler, sondern auch als Grafiker, Bildhauer, Komponisten, Maler und Videokünstler zeigen. Im Zuge der Ausstellung Vostell – Fluxus – 1970 (2019) wurden teilweise rare Editionen, und Multiples zusammen mit einer neu im Ausstellungsbereich eingerichteten Studienbibliothek Vostell präsentiert, die seitdem permanent interessierten Besuchern auf Anfrage zur Verfügung steht.

### Mary Bauermeister
Mary Bauermeister ist eine deutsche Künstlerin, deren Aktivitäten erheblich zur Entwicklung von Fluxus in Deutschland beitrugen. Sie ist mit insgesamt elf Werken in der Dauerausstellung vertreten. Die bekanntesten Werkgruppen ihres Œuvres sind optische Kästen, in denen sich Zeichnungen durch geschliffene Linsen einer Metamorphose unterziehen, sowie Prismen-, „Pünktchen“-Bilder und Steincollagen.

### Hella De Santarossa
Hella De Santarossa verbindet neue mit alten Medien, kreuzt Malerei, Glas, Performance und Film. Licht, Luft und Zeit sind zentrale Elemente in ihren Werken, von denen verschiedene Werkgruppen ausgestellt sind.

### Costantino Ciervo
Mittels unterschiedlicher Ausdrucksformen und Medien untersucht Costantino Ciervo die komplexen Mechanismen des Kapitalismus als Ursache von Entfremdung und Verdinglichung. Ausgestellt sind verschiedene Multi-Media Installationen, interaktive Video-Objekte und Skulpturen. Im Schirrhof ist seine Lichtinstallation "The Ten Commandments" zu sehen.

### Lutz Friedel
Als Bildhauer und Maler schafft Lutz Friedel Werke mit metaphorischer Expressivität. Der im Havelland lebende Künstler ist mit insgesamt 31 Werken in der Abteilung „zeitgenössische Künstler“ vertreten, davon 29 Radierungen aus der Serie „mensch!KLINGER“, die bis 2020 zu sehen waren.

### Sebastian Heiner
Sebastian Heiner wendet sich in großformatigen Leinwänden der asiatischen Kultur zu und setzt sich mit ihr auseinander. Verschiedene Öl- und Acrylmalereien sind Teil der Sammlung des Museums.

## Vermittlung
Das Museum Fluxus Plus bietet für verschiedene Altersgruppen Begegnungen mit der Kunst des 20. und 21. Jahrhunderts an. Dadurch soll nicht nur Kunst vermittelt, sondern auch der kreative Dialog angeregt werden. Die gezielte Förderung der Kunst, das Heranführen von Kindern und Jugendlichen sowie interessierten Erwachsenen an die Kunst, ist eine langfristige gemeinnützige Aufgabe. In diesem Rahmen bietet das Museum verschiedene Führungen, Ferienprogramme und Workshops für Kinder und Jugendliche an.